# Maankwartier
Het Maankwartier is een stedenbouwkundig project in het centrum van de Nederlandse stad Heerlen. Het project, bedacht door de kunstenaar-filosoof Michel Huisman, bevat winkels, kantoren, woningen, een hotel, twee parkeergarages en het nieuwe station van Heerlen. Het Maankwartier wordt gekenmerkt door een bijzondere, enigszins mediterraan of oriëntaals aandoende architectuur.

## Geschiedenis
In juni 2003 presenteerde de Heerlense kunstenaar Michel Huisman zijn plannen voor de verloederde stationsomgeving in Heerlen voor het eerst aan het publiek. De reacties waren overwegend positief en in de jaren daarop werkte hij zijn ideeën verder uit. De gemeente Heerlen omarmde het project en in 2008 kon het masterplan worden vastgesteld, waarna Wauben Architects uit Geleen het ontwerp van Huisman technisch uitwerkte.
De bouw van het Maankwartier begon in 2012 en werd in 2019 voltooid. De totale investering bedroeg circa 180 miljoen euro, waarvan een derde afkomstig van de gemeente Heerlen en twee derde van private en commerciële partijen. Het totale bouwvolume bedraagt 94.000 m². Hiervan is 14.000 m² bedoeld voor detailhandel, 8.000 m² voor hotel en horeca en 16.000 m² voor kantoren. Het project werd in drie fasen gebouwd: bouwdeel Noord, bouwdeel Zuid en 'de Plaat'. De Plaat is een bebouwde brug over de spoorweg tussen bouwdeel Noord en Zuid, dat ten doel had de barrière van de spoorweg weg te nemen. De Plaat is geïnspireerd door de Ponte Vecchio in Florence en bestaat uit een brede straat, het Spoorplein, met aan weerszijden bebouwing.

## Architectuur en kunst
Michel Huisman, de bedenker van het Maankwartier, noemt zijn project een citadel, onder andere vanwege de verhoogde ligging boven de spoorweg en vanwege het feit dat de gevels zowel naar binnen als naar buiten gericht zijn. Vooral de gekromde noordwestelijke gevel springt in het oog. Het gevarieerde gevelbeeld met bogen, poorten, loggia's, arcades en trappartijen, en het gebruik van gepatineerde verftechnieken suggereert een organisch ontstaan stadsdeel.

Volgens Huisman is het Maankwartier één groot kunstwerk met daarin 89 kleinere kunstwerken, waaronder sculpturen die tevens dienstdoen als nestkastjes voor vogels. Het meest opvallende element is de 'Heliostaat' (zonnetoren), een bouwwerk dat tevens kunstwerk is. Het betreft een deels open, ronde toren bekroond door een halve bol waar aan de onderkant een spiegel is bevestigd. Deze spiegel moet het daglicht weerkaatsen naar plaatsen in het gebouw waar normaal gesproken geen zonlicht zou komen, zoals in de ondergrondse parkeergarage. Om ervoor te zorgen dat hij constant het zonlicht vangt is hij verbonden met een zeer nauwkeurig astronomisch uurwerk. De Heliostaat is eind december 2015 in drie fases in elkaar gezet.

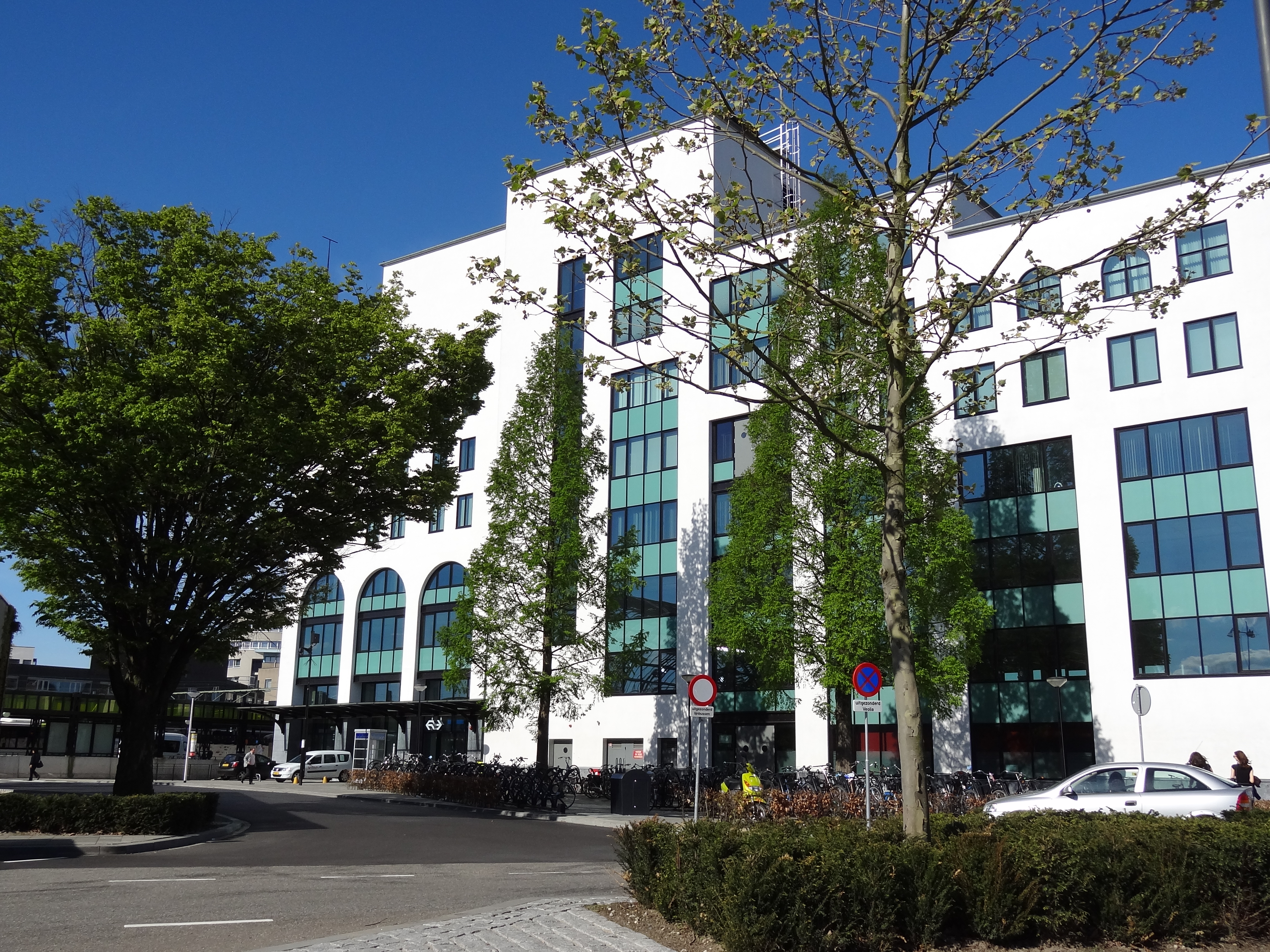
Noordoostelijk bouwdeel
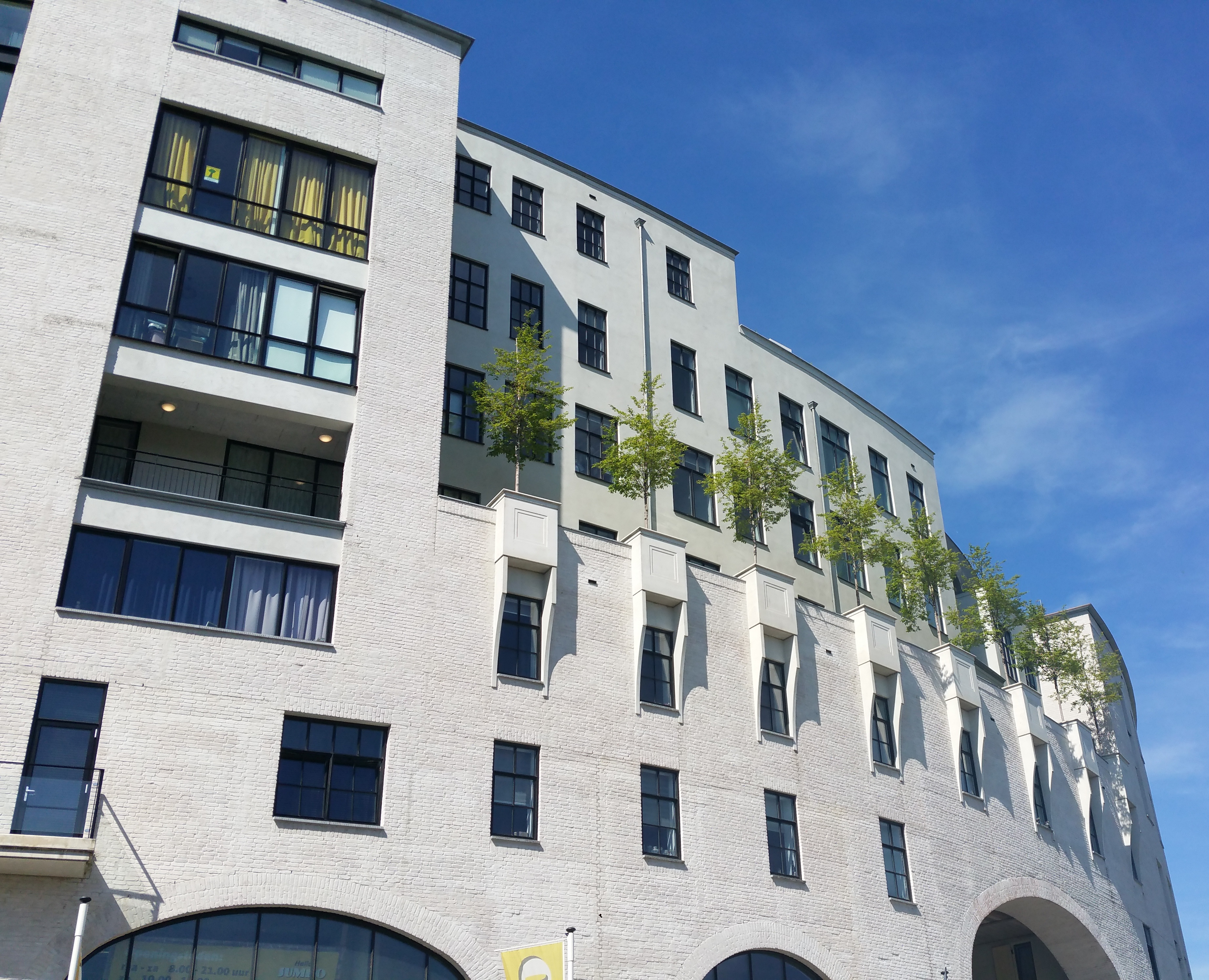
Noordwestelijk bouwdeel
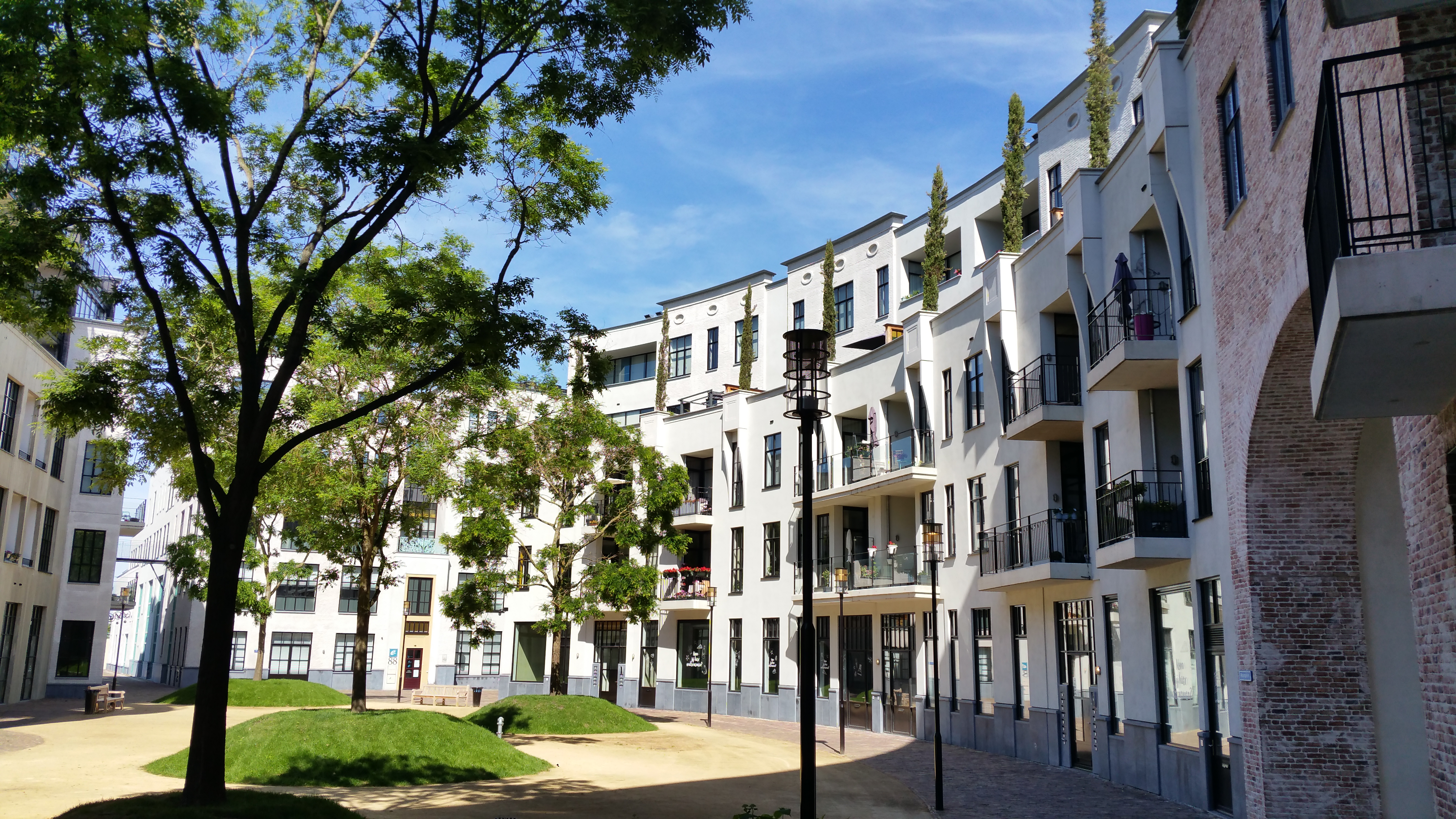
Maanplein
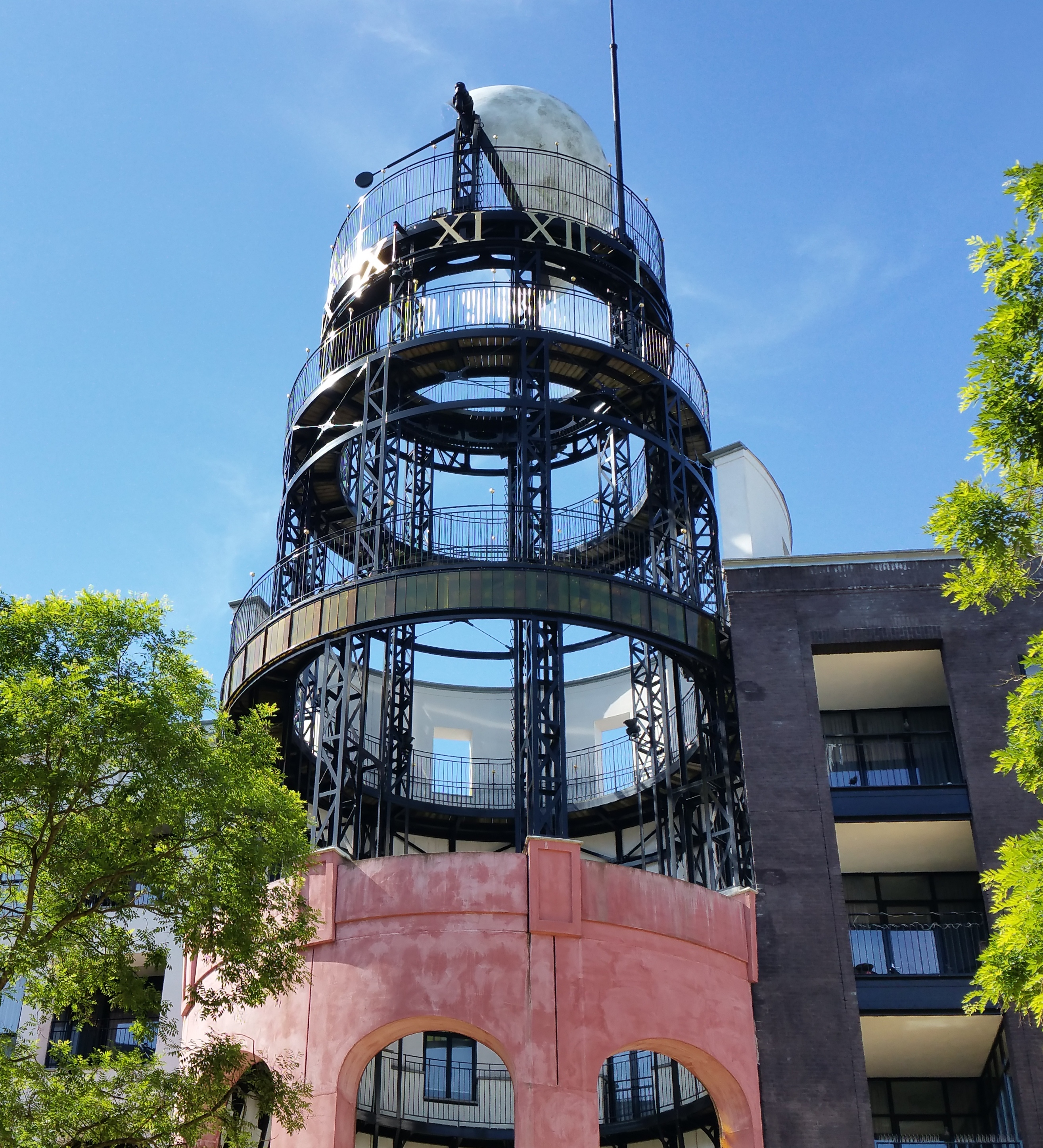
Heliostaat
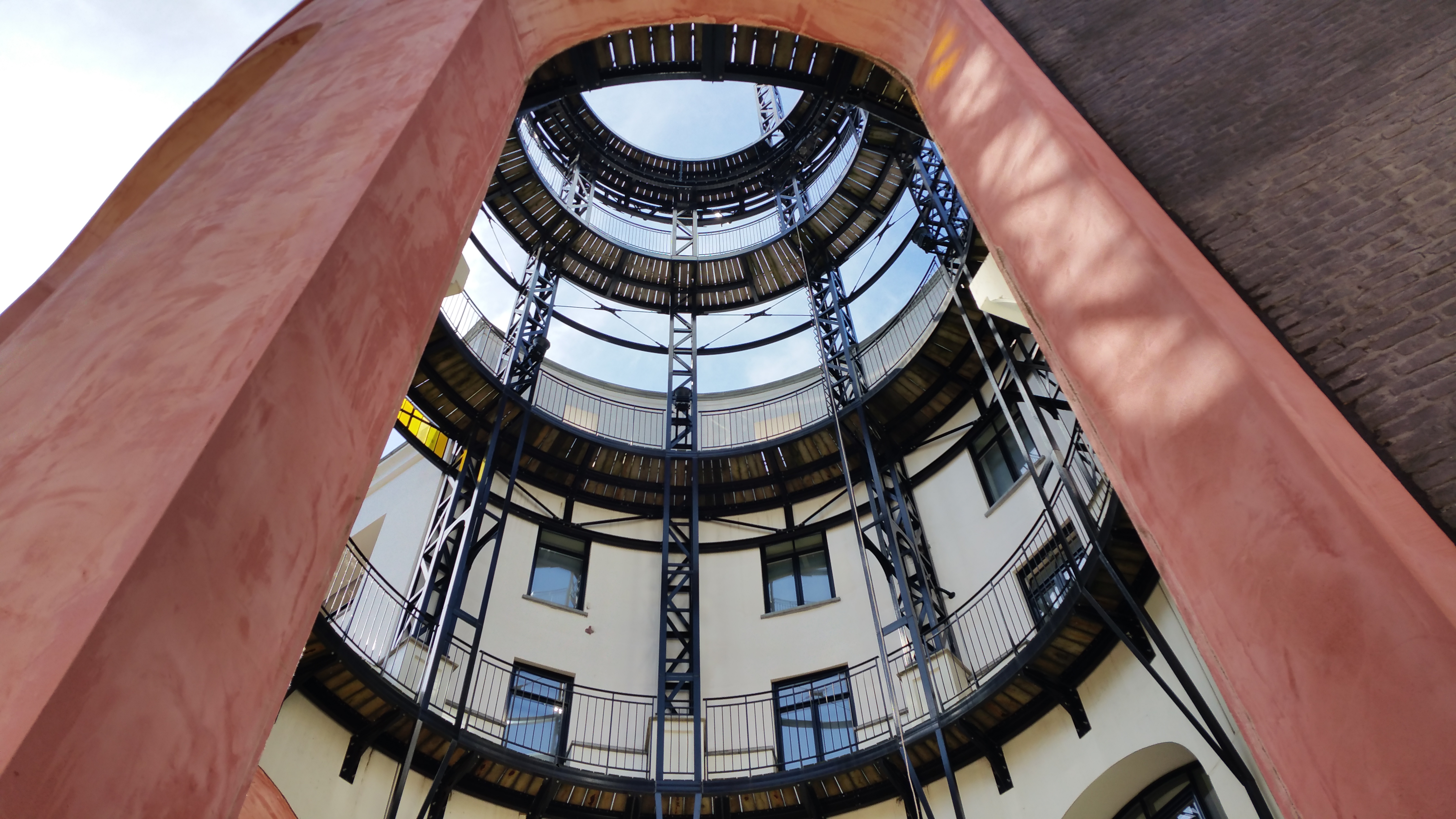
Idem, interieur
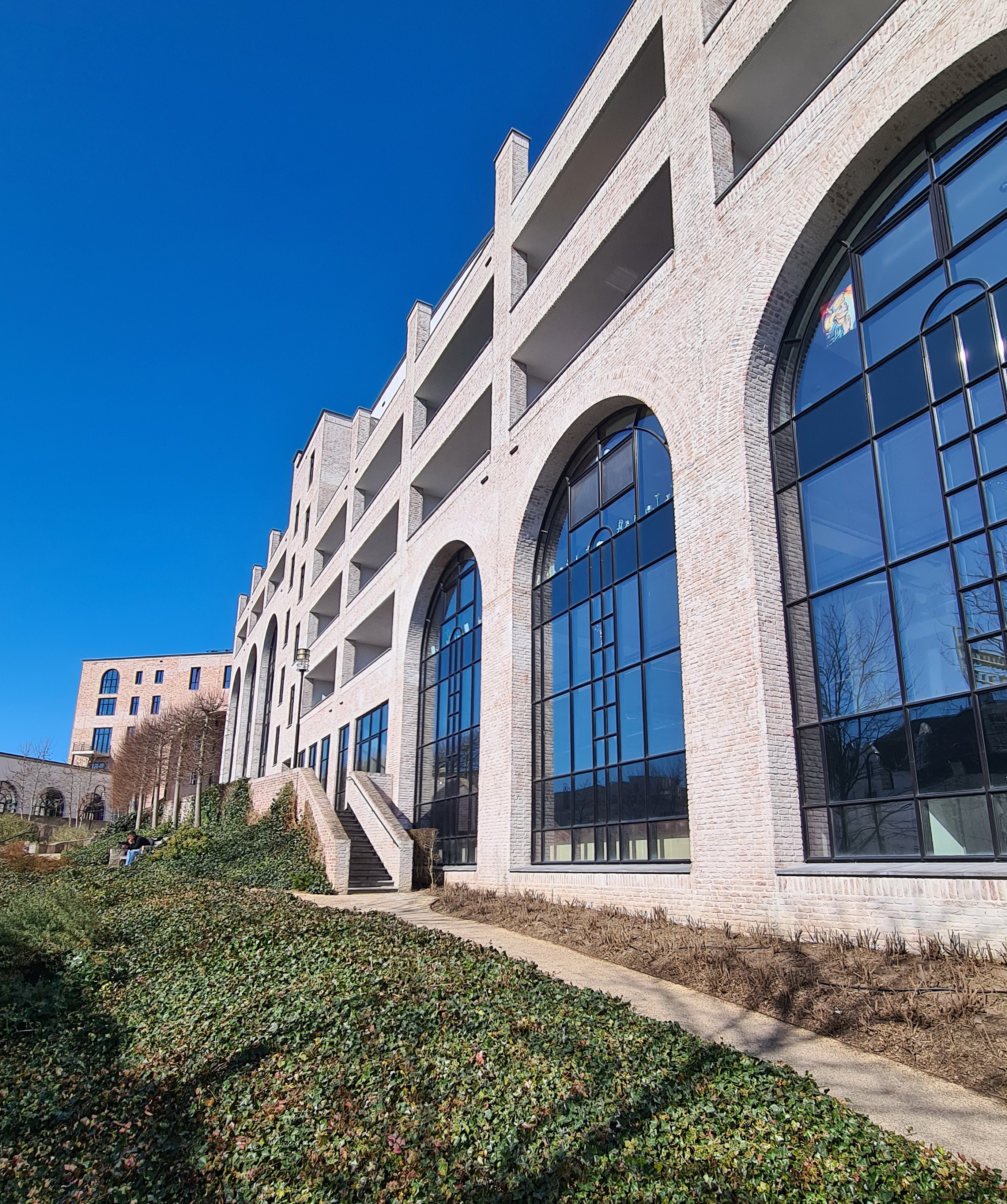
Zuidzijde
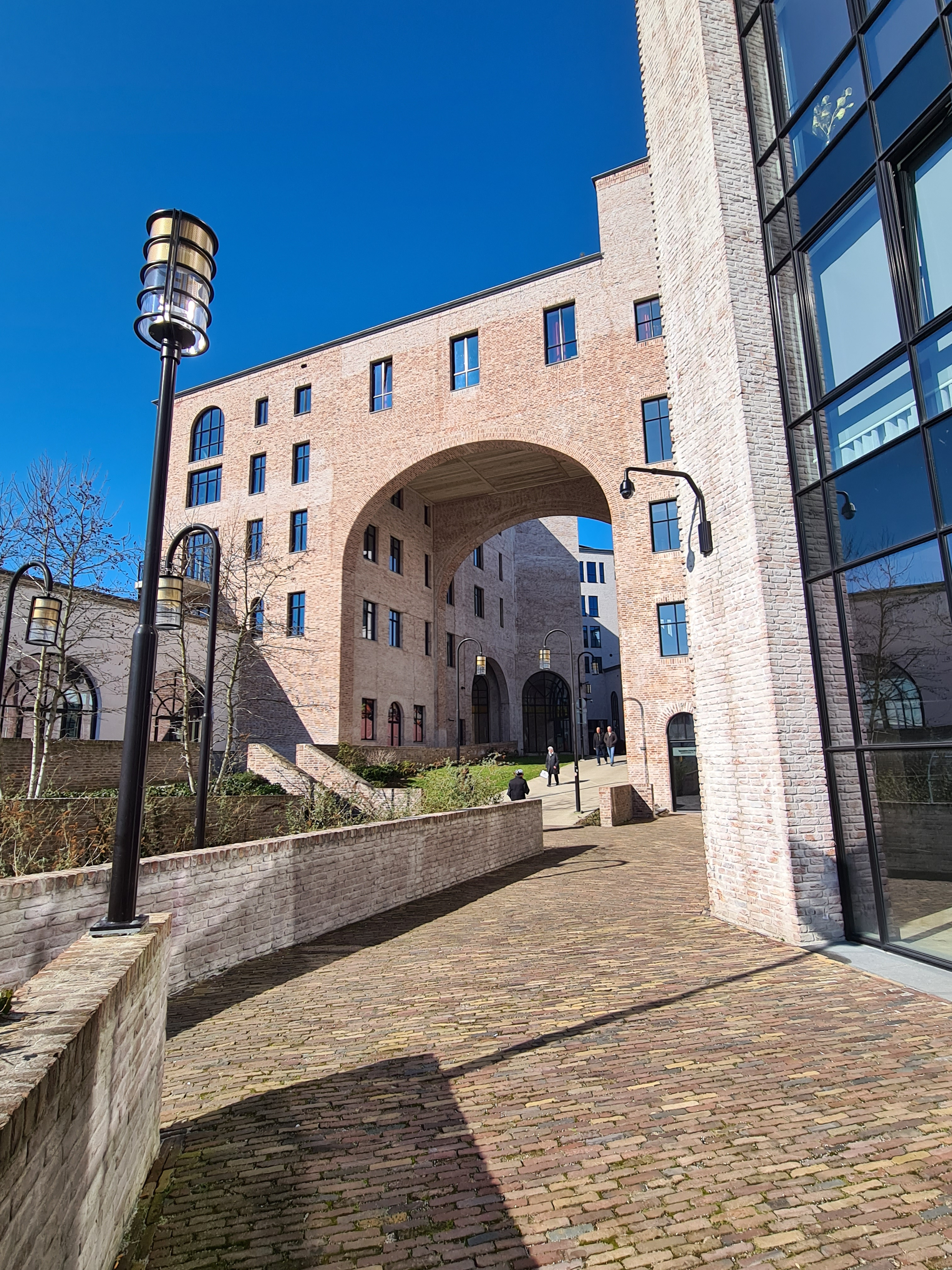
Entree Spoorplein
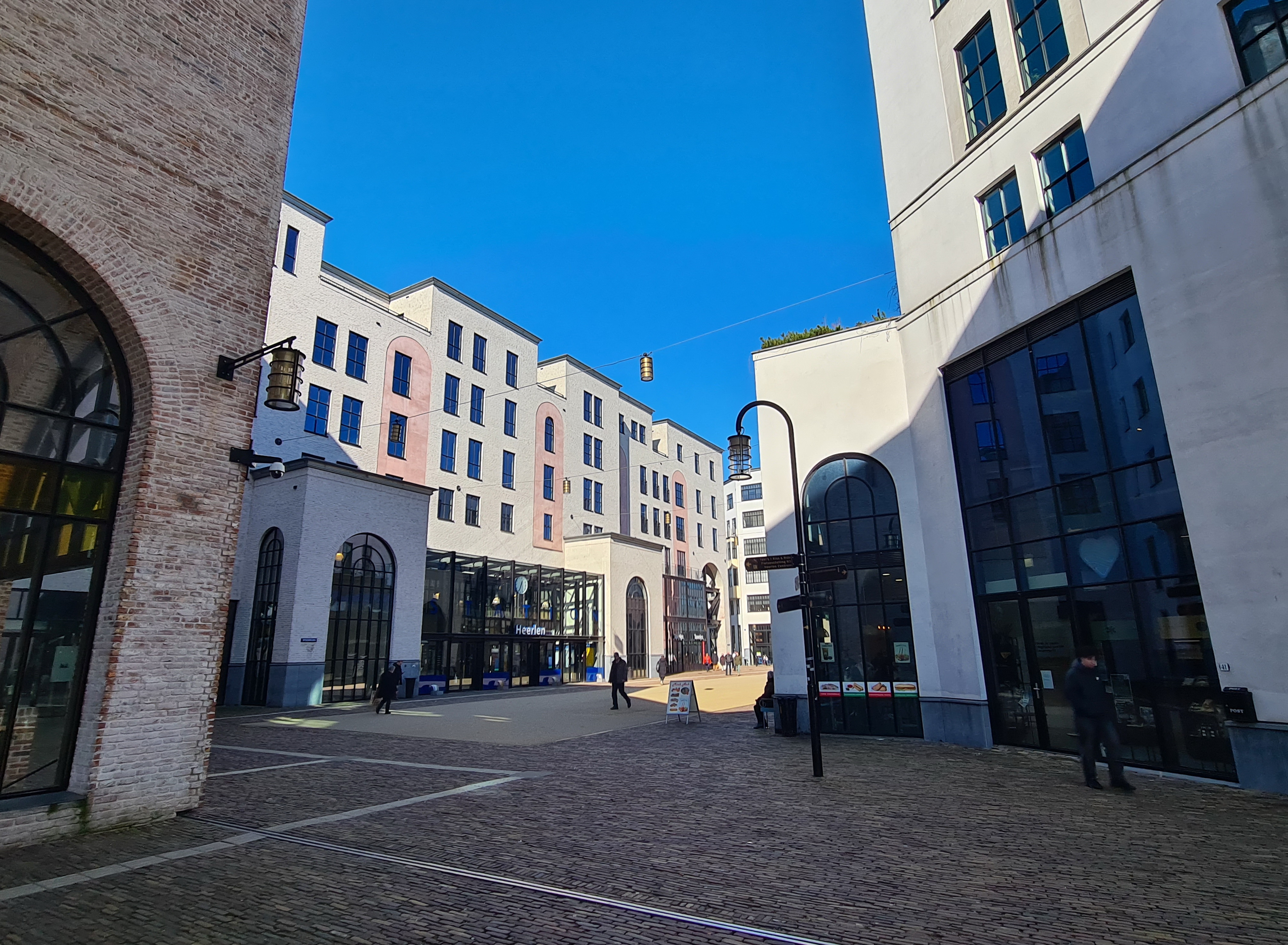
Spoorplein